# Parafia Trójcy Świętej w Buenos Aires
Parafia Trójcy Świętej – prawosławna parafia w Buenos Aires, należąca do eparchii południowoamerykańskiej Rosyjskiego Kościoła Prawosławnego poza granicami Rosji.
Parafia powstała w 1888 na potrzeby rosyjskich emigrantów w Argentynie. W pierwszych kilkunastu latach istnienia korzystała z prywatnych pomieszczeń. W 1901 została poświęcona jej nowa świątynia – cerkiew Świętej Trójcy.
Po rewolucji październikowej parafianie opowiedzieli się za przejściem cerkwi pod jurysdykcję Rosyjskiego Kościoła Prawosławnego poza granicami Rosji. Po podpisaniu przez jej metropolitę Ławra aktu kanonicznego zjednoczenia z patriarchatem moskiewskim parafia została opanowana przez osoby, które nie uznały go i do dziś utożsamia się nie z kanoniczną eparchią południowoamerykańską Rosyjskiego Kościoła Prawosławnego poza granicami Rosji, ale z Tymczasowym Wyższym Zarządem Rosyjskiego Kościoła Prawosławnego poza granicami Rosji. W 2009 rząd argentyński potwierdził swoje poparcie dla przedstawicieli Rosyjskiego Kościoła Prawosławnego poza granicami Rosji, pragnących przywrócić w cerkwi zarząd kapłanów powiązanych z kanoniczną strukturą.
Języki liturgiczne w parafii to cerkiewnosłowiański oraz hiszpański.